# Ramsdal
Ramsdal este o arie protejată (arie specială de conservare — SAC, sit de importanță comunitară — SCI) din Suedia întinsă pe o suprafață de 25,3 ha, integral pe uscat.

## Localizare
Centrul sitului Ramsdal este situat la coordonatele 58°18′47″N 16°42′23″E / 58.313°N 16.7065°E.

## Înființare
Situl Ramsdal a fost declarat sit de importanță comunitară în iulie 2000 pentru a proteja 1 specie de animale. Situl a fost protejat și ca arie specială de conservare în martie 2011.

## Biodiversitate
Situată în ecoregiunile boreală și marină baltică, aria protejată conține 2 habitate naturale: Păduri de stejar sau de stejar și carpen sub-atlantice și medio-europene de Carpinion betuli, Pășuni de coastă din Baltica boreală.
La baza desemnării sitului se află o specie protejată de  nevertebrate: rădașcă (Lucanus cervus).